# The Emancipation of Mimi
Treść tego artykułu może nie być zgodna z zasadami neutralnego punktu widzenia.
Dokładniejsze informacje o tym, co należy poprawić, być może znajdują się w dyskusji tego artykułu.
 Po wyeliminowaniu niedoskonałości należy usunąć szablon [[Szablon:Dopracować|]] z tego artykułu.
The Emacipation of Mimi – dziesiąty album amerykańskiej piosenkarki Mariah Carey, wydany na całym świecie w kwietniu 2005 roku przez Island.

## Album i jego historia
„It’s Like That” jest świetnie zapowiadającym się utworem odnoszącym wielki sukces na całym świecie i przygotowującym na rozpoczęcie kampanii promocyjnej „The return of THE VOICE”, która w całej okazałości przedstawiła się 12 kwietnia 2005 roku.
„The Emancipation of Mimi” jest wynikiem półtorarocznej pracy we włoskim studiu na wyspie Capri, drugim albumem wydanym przez Island Records i powtarzającym sukces wcześniejszych „numerów jeden” wydanych przez Mariah. Podobnie jak w przypadku wydanego albumu sprzed dziesięciu lat i „Butterfly” – debiutuje na samym szczycie Billboard 200 Album. Już w niedługi czasie RIAA nadaje jej status platynowej płyty, a wyniki sprzedaży porównywalne z rekordowym nakładem „Daydream” ustanawiają go najlepiej sprzedającym krążkiem w 2005 roku i obsypuje go niejedną nagrodą muzyczną. Na sukces tego fenomenu muzycznego składa się doświadczenie samej Mariah i całego grona bliskich jej ludzi, z którymi sięgnęła po elementy soulu, gospel czy quiet storm’u tworzącego klimat R&B lat 70. Gdy w Stanach na listach przebojów zapowiadała się Mariah z nową płytą to w innych częściach świata krążek był już znany za przyczyną rozbieżności związanej z terminami premier, bo fani z Japonii mogli cieszyć się nim prawie dwa tygodnie wcześniej, ale także już przygotowywali się do kolejnego kroku promocyjnego związanego z kolejnym świetnym kawałkiem. „We Belong Together” jest hitem, który podobnie jak „Without You” w 1994 roku ujął cały świat za serce i pomógł osiągnąć kolejne rekordy osobie Mariah poprzez #16 numer 1., ale także między innymi przez rekordową liczbę pobrań klipu w dniu jego premiery z serwisu internatowego MSN. Kolejny singiel był również skazany na sukces i rekord! Gdy Mariah nadal królowała na Billboard 100 na szczyt podążał „Shake It Off” sprawiający, że Mariah dołącza do grona artystów pokroju Bee Gees, Beatles czy Nelly, którym udało się poprzez wysoką popularność zająć w tym samym czasie dwa czołowe miejsca listy. W tym czasie europejscy fani świętowali czas „Get Youre Number” nagrany z Jermaine Dupri i wyprodukowany specjalnie w celu promocji w Europie.
Album jest sam w sobie ciekawą mieszanką stylów muzycznych czyniących z niego zestawienie „uniwersalnej muzyki”. Zarówno w przypadku dwóch różnych stylowo kawałków takich na przykład jak „I Wish You Knew” czy „Say Somethin” można dostrzec głębie, które są przemyśleniami na różny temat, a umiejętność Mimi wplatania ich w różne historiach – raz we wzniosłych i poważnych, innym razem z imprezowy klimat daje jej niepowtarzalność i uniwersalizm nie czyniąc z niej komercyjnego produktu. Wiele razy sama Mariah pytana o nowy wizerunek, pseudonim zwracała uwagę na wymowę albumu, dając do zrozumienia, że albumu jest przykładem zrozumienia sensu i celu emancypacji. Sama nigdy nie chciała otworzyć się do końca i opowiadać o swojej „emancypacji” choć można domniemać poprzez teksty i samą postawę na okładce, że jest głosem w kwestii kobiet, która powinna kochać i być kochana, bawić się, ale także umieć przejść przez życie dumnie i z podniesioną głową.

## The Emancipation of Mimi Ultra Platinum Edition
„...Pisałam utwory, które coraz bardziej mi się podobały. Miałam z 15 piosenek i wciąż powstawały kolejne, które stawały się moimi ulubionymi” i w taki sposób powstał koncept na wersje DualDisc, który z czasem przez status nazwano „Ultra Platinum Edition”. Po ośmiu miesiącach Mariah zaprezentowała jeszcze raz swój album z nowymi czterema utworami w tym jeden mix do „We Belong Together” oraz nowym klipem, który go promował – „Don’t Forget About Us”. Okazał się kolejnym strzałem w dziesiątkę ponieważ 27 grudnia 2005 r. awansowała na drugą pozycję, którą dzieli ex aequo z Elvisem Presleyem pod względem ilości nr 1. Ogromna popularność tej płyty i blisko 10 milionowa sprzedaż tego krążka na całym świecie została uwieńczona trwającą 4 miesiące trasą koncertową, którą nazwano „The Adventures of Mimi Tour”, a w następstwie zapisem jej na DVD.

## MiMi... c.d.
W lipcu 2007 roku została upubliczniona piosenka, która została wyprodukowana przy współpracy z Mohagany. „I Feel It” miała się znaleźć na liście utworów podstawowej wersji płyty, jednak zamieszanie związane z autorem piosenki „Here Comes That Feeling” i wykorzystanie sampli w utworze sprawiły, że jej miejsce na płycie zajęła piosenka „Joy Ride”, a dodatkowo czyniąc z niej nielegalnym utworem. Jednak w 2005 roku skrawki złej jakości utworu wydostał się poza władania Mariah i krążył w wirtualnym świecie, gdzie w 2007 kolejny kawałek utworu pojawił się na oficjalnym profilu Mohagany na MySpace, ale kontrowersje wokół tej piosenki nie malały, gdy w sieci pojawił się cały utwór, który został zamieszczony przez fana Mariah, gdzie za pobranie żądał opłaty. W amerykańskim zrzeszeniu artystów ASCAP zostały również zarejestrowane piosenki, które nie zostały jak do tej pory opublikowane:
- „Headlines” (380354894) (Branford Marsalis)
- „Flow” (360517442) (James Samuel, Harris III, Terry Steven Lewis)
- „I Pray” (391751774) (Crouch Kenneth Scott, Mariah Carey)

## Opinie
Ogromny sukces płyty jest wynikiem ciężkiej pracy samej Mariah, jak i całego sztabu ludzi, którzy pracowali nad płyta oraz zajmujących się bardzo intensywną i przemyślana promocją. Wielu krytyków muzycznych mówiło, że to bardzo spektakularne odkupienie swoich mniej udanych krążków poprzez ciężką prace i pokazanie ponownie swoich możliwości oraz o tym, że album i jego sukces przyniósł Mariah w 2005 roku tytuł „Big Comeback 2005”. Album i sama artystka byli wielokrotnie nominowani do wielu nagród na przestrzeni dwóch lat, a do samej nagrody Grammy uzyskała 10 nominacji z czego trzy okazały się być zwycięskie dla niej.

## Nagrody muzyczne za album
- 2005
  - Radio Music Awards – Radio Legend Award
  - Radio Music Awards – Artysta roku – Urban & Rhythmic Radio
  - Radio Music Awards – Piosenka roku – Mainstream Hit Radio: We Belong Together
  - Radio Music Awards – Piosenka roku – Urban & Rhythmic Radio: We Belong Together
  - Recording Academy NY Chapter – Honorowa nagroda za wkład w muzykę
  - Billboard Music Awards – Billboard 200 Album – Artysta żeński roku
  - Billboard Music Awards -R&B/Hip-Hop – Artysta żeński roku
  - Billboard Music Awards – Hot 100 Song – Najlepsza piosenka: We Belong Together
  - Billboard Music Awards – Hot 100 Airplay – Najlepsza piosenka: We Belong Together
  - Billboard Music Awards – Rhythmic Top 40 – Piosenka roku: We Belong Together
  - American Music Awards – Najlepszy artysta żeński Soul/R&B
  - BAMBI AWARD – Najlepszy międzynarodowy artysta
  - VIBE AWARDS – Artysta roku
  - VIBE AWARDS – Album roku: The Emancipation of Mimi
  - VIBE AWARDS – Najlepsza piosenka R&B: We Belong Together
  - VIBE AWARDS – R&B Voice – Artysta roku
  - KISS 100 RADIO AWARDS – Najlepszy żeński artysta
  - SOUL TRAIN LADY OF SOUL AWARDS – Najlepszy album R&B/Soul: The Emancipation Of Mimi
  - SOUL TRAIN LADY OF SOUL AWARDS – Najlepsza piosenka R&B/Soul: We Belong Together
  - WORLD MUSIC AWARDS – Najlepszy artysta
  - WORLD MUSIC AWARDS – Najlepiej sprzedający się artysta żeński Pop
  - WORLD MUSIC AWARDS – Najlepiej sprzedający się artysta żeński R&B
  - WORLD MUSIC AWARDS – Światowy przebój: We Belong Together
  - TEEN CHOICE AWARDS – Najlepszy artysta R&B
  - TEEN CHOICE AWARDS – Najlepsza miłosna piosenka: We Belong Together
  - MTV JAPAN VIDEO MUSIC AWARDS – Najlepsze wideo

- 2006
  - Billboard R&B/Hip-Hop Awards – Top R&B/Hip-Hop Album: The Emancipation of Mimi
  - Billboard R&B/Hip-Hop Awards – Top R&B Hip-Hop: Artysta
  - Billboard R&B/Hip-Hop Awards – Top R&B Hip-Hop: Artysta żeński
  - Billboard R&B/Hip-Hop Awards – Hot R&B Hip-Hop: Songs
  - Billboard R&B/Hip-Hop Awards – Hot R&B Hip-Hop: Album
  - BMI Awards – Teksty roku
  - BMI Awards – Piosenka roku: We Belong Together
  - BMI Awards – # 1 Billboard: We Belong Together
  - BMI Awards – We Belong Together
  - BMI Awards – Shake It Off
  - BMI Awards – Don’t Forget About Us
  - Soul Train Awards – Najlepszy żeński artysta R&B/Soul Album: The Emancipation of Mimi
  - Soul Train Awards – Najlepszy żeński artysta R&B/Soul: We Belong Together
  - NAACP Image Awards – Album: The Emancipation of Mimi
  - MTV-TRL Awards – Pierwszej Damy TRL
  - Grammy Awards – Najlepszy R&B Album: The Emancipation of Mimi
  - Grammy Awards – Najlepsza piosenka R&B: We Belong Together
  - Grammy Awards – Najlepszy żeński utwór: We Belong Together

## Lista utworów
| Lp./wersja                                         | Lp./wersja      | Lp./wersja        | Tytuł                                                            | Autorzy | Producent | Czas                   |
| Japonia                                            | Wielka Brytania | Stany Zjednoczone | Standardowa wersja                                               | Standardowa wersja | Standardowa wersja | Standardowa wersja     |
| -------------------------------------------------- | --------------- | ----------------- | ---------------------------------------------------------------- | --- | --- | ---------------------- |
| 1.                                                 | 1.              | 1.                | It’s Like That                                                   | Mariah Carey, Jermaine Dupri, Manuel Seal, Johnta Austin                                                                                              | Jermaine Dupri for So So Def Productions, Inc., Mariah Carey for Maroon Entertainment, Inc. Koordynator produkcji: Manuel Seal for Seal Music and So So Def Productions, Inc. | 3:23                   |
| 2.                                                 | 2.              | 2.                | We Belong Together                                               | Mariah Carey, Jermaine Dupri, Manuel Seal, Johnta Austin, Darnell Bristol, Kenneth Edmonds, Sidney DeWayne, Bobby Womack, Patrick Moten, Sandra Sully | Jermaine Dupri for So So Def Productions, Inc., Mariah Carey for Maroon Entertainment, Inc. Koordynator produkcji: Manuel Seal for Seal Music and So So Def Productions, Inc. | 3:21                   |
| 3.                                                 | 3.              | 3.                | Shake It Off                                                     | Mariah Carey, Jermaine Dupri, Bryan-Michael Cox, Johnta Austin                                                                                        | Jermaine Dupri for So So Def Productions, Inc., Mariah Carey for Maroon Entertainment, Inc. Koordynator produkcji: Bryan-Michael Cox for Blackbaby, Inc.                      | 3:52                   |
| 4.                                                 | 4.              | 4.                | Mine Again                                                       | Mariah Carey, James Poyser | James Poyser for AXIS Music Group, LLC, Mariah Carey for Maroon Entertainment, Inc.                                                                                           | 4:01                   |
| 5.                                                 | 5.              | 5.                | Say Somethin’ (featuring Snoop Dogg)                             | Mariah Carey, Pharrell Williams, Chad Hugo, Calvin Broadus                                                                                            | The Neptunes | 3:44                   |
| 6.                                                 | 6.              | 6.                | Stay The Night                                                   | Mariah Carey, Kanye West, Thom Bell, Linda Creed | Kanye West for Very Good Beats, Inc., Mariah Carey for Maroon Entertainment, Inc.                                                                                             | 3:57                   |
| 7.                                                 | 7.              | 7.                | Get Your Number (featuring Jermaine Dupri)                       | Mariah Carey, Jermaine Dupri, John Phillips, Bryan-Michael Cox, Johnta Austin, Leslie John, Steve Jolley, Tony Swain                                  | Jermaine Dupri for So So Def Productions, Inc., Mariah Carey for Maroon Entertainment, Inc.                                                                                   | 3:15                   |
| 8.                                                 | 8.              | 8.                | One & Only (featuring Twista)                                    | Mariah Carey, Samuel Lindey, Carl Mitchell | The Legendary Traxster, Mariah Carey for Maroon Entertainment, Inc. | 3:14                   |
| 9.                                                 | 9.              | 9.                | Circles                                                          | Mariah Carey, James Wright | Mariah Carey for Maroon Entertainment, Inc., James „Big Jim” Wright for Flyte Tyme Productions, Inc.                                                                          | 3:30                   |
| 10.                                                | 10.             | 10.               | Your Girl                                                        | Mariah Carey, Marc Shemer | Scaram Jones, Mariah Carey for Maroon Entertainment, Inc. | 2:46                   |
| 11.                                                | 11.             | 11.               | I Wish You Knew                                                  | Mariah Carey, James Wright | Mariah Carey for Maroon Entertainment, Inc., James „Big Jim” Wright for Flyte Tyme Productions, Inc.                                                                          | 3:34                   |
| 12.                                                | 12.             | 12.               | To The Floor (featuring Nelly)                                   | Mariah Carey, Pharrell Williams, Chad Hugo, Cornell Haynes                                                                                            | The Neptunes | 3:27                   |
| 13.                                                | 13.             | 13.               | Joy Ride                                                         | Mariah Carey, Jeffery Grier | The Young Genius for Peculiary People Productions, Mariah Carey for Maroon Entertainment, Inc.                                                                                | 4:03                   |
| 14.                                                | 14.             | 14.               | Fly Like a Bird                                                  | Mariah Carey, James Wright | Mariah Carey for Maroon Entertainment, Inc., James „Big Jim” Wright for Flyte Tyme Productions, Inc.                                                                          | 3:54                   |
| 15.                                                | 15.             | •                 | Sprung ×                                                         | Mariah Carey, Imsomie Leeper, Gloria Jones, Pamela Sawyer                                                                                             | Mohagany for Muze Music Gropu, Mariah Carey for Maroon Entertainment, Inc. | 3:25                   |
| 16.                                                | –               | –                 | Secretlove ×                                                     | Mariah Carey, Kasseem Dean | Swizz Beatz for Swizz Beatz Productions, Mariah Carey for Maroon Entertainment, Inc.                                                                                          | 3:09                   |
| Japonia                                            | Wielka Brytania | Stany Zjednoczone | Ultra Platinum Edition                                           | Ultra Platinum Edition | Ultra Platinum Edition | Ultra Platinum Edition |
| 17.                                                | 16.             | 15                | Don’t Forget About Us                                            | Mariah Carey, Jermaine Dupri, Bryan-Michael Cox, Johnta Austin                                                                                        | Jermaine Dupri for So So Def Productions, Inc., Mariah Carey for Maroon Entertainment, Inc. Koordynator produkcji: Bryan-Michael Cox for Blackbaby, Inc.                      | 3:53                   |
| 18.                                                | 17.             | 16.               | Makin’ It Last All Night (What It Do) (featuring Jermaine Dupri) | Mariah Carey, Jermaine Dupri, Bryan-Michael Cox, Johnta Austin, Jarod Alston, Dalvin DeGrate                                                          | Jermaine Dupri for So So Def Productions, Inc., Mariah Carey for Maroon Entertainment, Inc. Koordynator produkcji: Bryan-Michael Cox for Blackbaby, Inc.                      | 3:53                   |
| 19.                                                | 18.             | 16.               | So Lonely (One & Only Part II) (featuring Twista)                | Carl Mitchell, Mariah Carey, Rodney Jerkins, Adonis Shopshire, Makeba Riddick, L. Daniels                                                             | Rodney „Darkchild” Jerkins for Darkchild.com | 3:54                   |
| 20.                                                | 19.             | 18.               | We Belong Together (Remix) (featuring Jadakiss and Styles P.)    | Mariah Carey, Jermaine Dupri, Manuel Seal, Johnta Austin, Darnell Bristol, Kenneth Edmonds, Sidney DeWayne, Bobby Womack, Patrick Moten, Sandra Sully | DJ Clue for D-1 Manarmy koordynator produkcji: Jovonn „The last Don” Aleksander                                                                                               | 4:25                   |
| Piosenka, która powstała podczas pracy nad albumem |                 |                   |                                                                  | | |                        |
| –                                                  | –               | –                 | I Feel It                                                        | Mariah Carey, Imsomie Leeper, Gloria Jones, Pamela Sawyer                                                                                             | Mohagany for Muze Music Gropu, Mariah Carey for Maroon Entertainment, Inc. | 3:09                   |
| Lp.                                                | Lp.             | Lp.               | Tytuł                                                            | Reżyser | Lokalizacja | Czas                   |
| Japonia                                            | Wielka Brytania | Stany Zjednoczone | DVD                                                              | DVD | DVD | DVD                    |
| 1.                                                 | 1.              | 1.                | It’s Like That                                                   | Brett Ratner | Beverly Hills, Kalifornia | 3:25                   |
| 2.                                                 | 2.              | 2.                | We Belong Together                                               | Brett Ratner | Beverly Hills, Kalifornia | 3:23                   |
| 3.                                                 | 3.              | 3.                | Shake It Off                                                     | Jake Nava | Los Angeles | 3:54                   |
| 4.                                                 | 4.              | 4.                | Get Youre Number                                                 | Jake Nava | Wielka Brytania | 3:14                   |
| 5.                                                 | –               | –                 | Don’t Forget About Us                                            | Paul Hunter | Los Angeles | 3:55                   |
| 6.                                                 | –               | –                 | Wywiad                                                           | | Różne części świata | 25:19                  |

× Bonus.

### Wersje płyt
| Kraj                                         | CD#                                              |
| Podstawowa wersja                            | Podstawowa wersja                                |
| -------------------------------------------- | ------------------------------------------------ |
| Japonia                                      | UICL-1047                                        |
| ,                                            | 9881270, 9881118                                 |
| ,                                            | B0003943-02, 602498811184, B0003943 02, 9881118  |
| Ultra Platinum Edition                       |                                                  |
| Japonia                                      | UICL-9031                                        |
| ,                                            | B0005784-02, 0602498872017, B0005784-02, 9887201 |
| Wersja wydana jako 2DC z dodatkowym utworem. |                                                  |
| •                                            | B0006214-72                                      |
| Ultra Platinum Edition + DVD                 |                                                  |
| Japonia                                      | UICL-9030                                        |
| ,                                            | 9888058, 9887202                                 |
| ,                                            | B0005785-00, 0602498872024, B0005785-00, 9887202 |

## Pozycje na listach przebojów, sprzedaż i certyfikaty
| Kraj            | Lista przebojów                 | Najwyższa pozycja | Data najwyższej pozycji | Czas obecności na liście | Ilość tyg. | Certyfikat  | Sprzedaż   |
| --------------- | ------------------------------- | ----------------- | ----------------------- | ------------------------ | ---------- | ----------- | ---------- |
| Świat           | United World Chart Top 40 Album | #1. przez 2 tyg.  | 30.04.2005              | 23.04.2005 – 11.03.2006  | 47         | –           | 10.000.000 |
| USA             | Billboard Hot 200 Album         | #1. przez 2 tyg.  | 30.04.2005              | 30.04.2005 – 17.06.2006  | 59         | 6 x Platyna | 6.000.000  |
| Wielka Brytania | UK Top 75 Album                 | #7.               | 16.04.2005              | 16.04.2005 – 10.06.2006  | 43         | 2 × Platyna | 700.000    |
| Francja         | France Top 150 Album            | #4.               | 09.04.2005              | 09.04.2005 – 11.02.2006  | 41         | 2 × Złoto   | 200.000    |
| Szwajcaria      | Switzerland Top 100 Album       | #32.              | 16.04.2005              | 16.04.2005 – 11.03.2006  | 27         | –           | 20.000     |
| Niemcy          | Germany Top 100 Album           | #14.              | 16.04.2005              | 16.04.2005 – 07.01.2006  | 29         | Złoto       | 100.000    |
| Japonia         | Japan Album Chart               | #2.               | –                       | –                        | –          | Platyna     | 350.000    |
| Kanada          | Canada Top 50 Album             | #2.               | 23.04.2005              | 23.04.2005 – 04.03.2006  | 46         | 3 × Platyna | 300.000    |
| Australia       | Australia Top 100 Album         | #6.               | 23.07.2005              | 16.04.2005 – 04.03.2006  | 46         | Platyna     | 150.000    |
| Brazylia        | Brasil Top 50 Album Chart       | #2.               | 25.06.2005              | 07.05.2005 – 31.12.2005  | 35         | Złoto       | 50.000     |